# Diamond Aircraft
Pour les articles homonymes, voir Diamond.

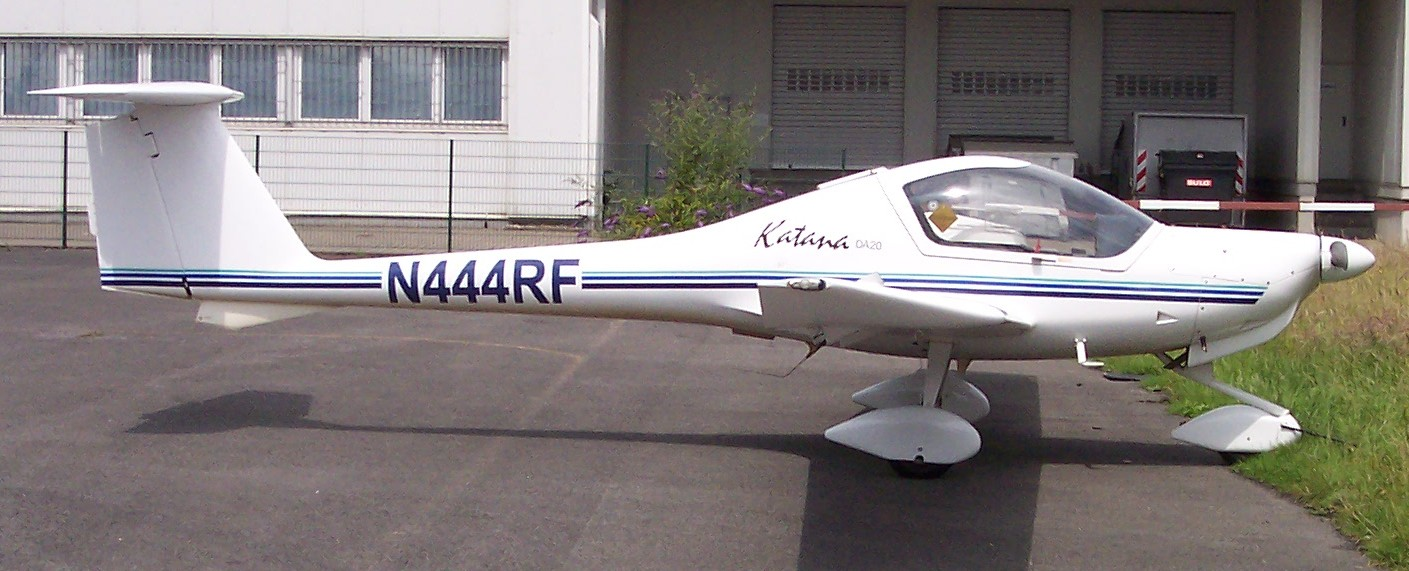
Diamond DA20 Katana

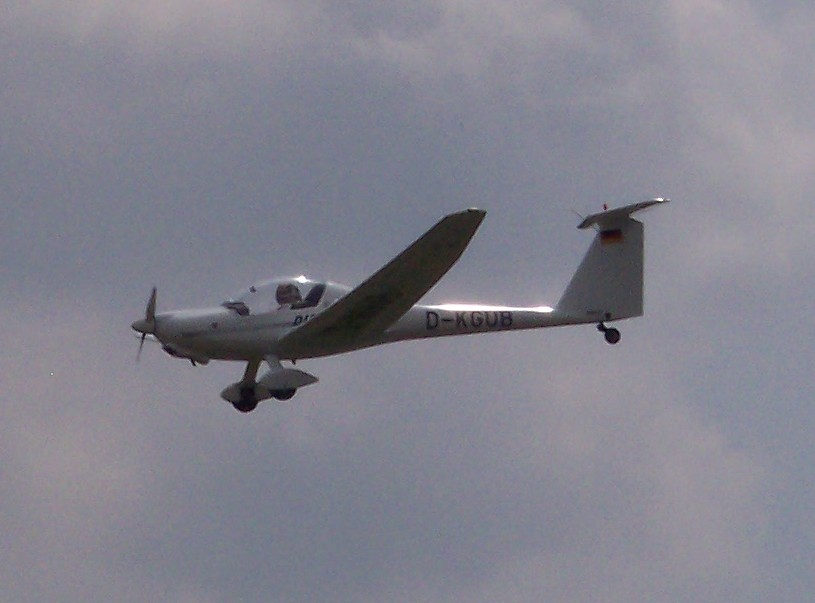
Diamond HK36 Super Dimona

Diamond Aircraft Industries est une entreprise de construction aéronautique dont le siège est à Wiener Neustadt en Autriche. 

## Historique
Elle a été fondée en 1981 par Wolf Hoffmann sous le nom de Hoffmann Flugzeugbau GmbH. Elle a commencé par produire des motoplaneurs puis des avions légers après son rachat par la famille Dries en 1991.
En 2006, elle crée son propre motoriste, Austro Engine.
Fin 2017, la société qui emploie alors 900 personnes a été acquise par le groupe chinois Wanfeng Auto Holding Group via sa filiale Wanfeng Aviation Industry.
En mars 2019, Diamond Aircraft qui a alors 1 200 employés produit sur trois sites dans le monde. Diamond Aircraft Canada à London, Ontario, fabrique des avions pour les marchés d'Amérique du Nord et du Sud, tandis que Diamond Aircraft dessert l'Europe, l'Afrique et la CEI à Wiener Neustadt qui emploie 700 personnes, dont 100 ingénieurs, Diamond Aircraft China devrait livrer des avions en Chine et dans certaines régions d’Asie.
140 appareils ont été construits en 2018, la direction en prévoit 250 en 2019 et 300 en 2020.

## Modèles commercialisés
- Diamond DA20, monomoteur biplace, classé dans la catégorie des very light aircraft
- Diamond DA40, monomoteur quadriplace, essence ou diesel
- Diamond DA42, bimoteur quadriplace, essence ou diesel
- Diamond DA50, monomoteur cinq places, diesel
- Diamond DA62, bimoteur cinq à sept places, diesel
- Diamond HK36 Super Dimona (en), motoplaneur biplace

## Modèles en développement
- Diamond DART-450, turbomoteur biplace, reconnaissance et entraînement
- Diamond D-JET, monoréacteur cinq places, classé dans la catégorie des very light jet (développement interrompu)
- Diamond eDA40,  entièrement électrique, en collaboration avec Electric Power Systems dédié à l'entraînement. Le premier vol s'est déroulé le 20 juillet 2023 à Wiener Neustadt (Autriche) et la certification espérée en 2024[3].